# Degerö kyrka

Degerö kyrka är en modern kyrkobyggnad i stadsdelen Degerö i östra Helsingfors. Kyrkan byggdes i trä efter ritningar av arkitekterna Kari Järvinen och Merja Nieminen och invigdes den 30 november 2003 vid första advent. För planeringen av kyrkan arrangerades en arkitekttävling. Kyrkans barockorgel är gjord av Köglers orgelbyggeri i Österrike.